# Vang (Troms)
Pour les articles homonymes, voir Vang.
Vang est une localité du comté de Troms, en Norvège.

## Géographie
Administrativement, Vang fait partie de la kommune de Lenvik.